# Liga dos Campeões da UEFA de 2007–08
A Liga dos Campeões da UEFA de 2007–08 foi a 53ª edição da Liga dos Campeões da UEFA, a maior competição de clubes europeus organizada pela UEFA. A final foi disputada no Estádio Luzhniki em Moscou, no dia 21 de maio de 2008, foi vencida pelo Manchester United, que derrotou o Chelsea na primeira final totalmente inglesa da história do torneio.

## Classificação
76 times de todos os 53 países-membros da UEFA participaram da Liga dos Campeões 2007-2008. Cada país classificou um certo número de clubes, de acordo com o Coeficiente da UEFA para as ligas nacionais; países com maior coeficiente puderam classificar mais clubes que um país com menos coeficiente, mas nenhum país pôde enviar mais de quatro equipes. Todos os países tinham garantida pelo menos uma vaga, exceto Liechtenstein, cujos clubes disputam o Campeonato Suíço de Futebol, mas que não tem nenhuma equipe na primeira divisão. Neste ano, Montenegro, pela primeira vez, enviou seu campeão nacional para a Liga. Os campeões de San Marino e Andorra também entraram deste ano em diante. O esquema de classificação foi o seguinte:
- 1º - 3º melhores coeficientes (Espanha, Itália e Inglaterra): 4 times
- 4º - 6º (França, Alemanha e Portugal): 3 times
- 7º - 15º (Países Baixos, Grécia, Rússia, Romênia, Escócia, Bélgica, Ucrânia, República Tcheca e Turquia): 2 times
- 16º - 53º: 1 time

Primeira fase de Classificação (28 times)
- 28 campeões nacionais das associações de colocação 25-53 (exclusive Liechtenstein)

Segunda fase de Classificação (28 times)
- 14 vencedores da Primeira Fase
- 8 campeões nacionais das associações de colocação 17-24 (Bulgária, Israel, Noruega, Áustria, Sérbia, Polônia, Dinamarca e Hungria)
- 6 vice-campeões nacionais das associações de colocação 10-15

Terceira fase de Classificação (32 times)
- 14 vencedores da Segunda Fase
- 7 campeões nacionais das associações de colocação 10-16
- 3 vice-campeões das associações 7-9
- 6 terceiros colocados das associações 1-6
- 2 quartos colocados das associações 1-3 (Milan, o quarto colocado do campeonato italiano, se classificou direto para a fase de grupos por ser o então atual campeão)

Fase de grupos (32 times)
- Atual campeão da Liga
- 16 vencedores da terceira fase
- 9 campeões das associações 1-9
- 6 vice-campeões das associações 1-6

| Fase de grupos                 | Fase de grupos    | Fase de grupos    | Fase de grupos  |
| ------------------------------ | ----------------- | ----------------- | --------------- |
| Real Madrid                    | Manchester United | Stuttgart         | PSV Eindhoven   |
| Barcelona                      | Chelsea           | Schalke 04        | Olympiacos      |
| Internazionale                 | Lyon              | Porto             | CSKA Moscow     |
| Roma                           | Marseille         | Sporting          | MilanC          |
| Terceira fase de classificação |                   |                   |                 |
| Sevilla                        | Toulouse          | Spartak Moscow    | Dynamo Kyiv     |
| Valencia                       | Werder Bremen     | Dinamo Bucureşti  | Sparta Praga    |
| Lazio                          | Benfica           | Celtic            | Fenerbahçe      |
| Liverpool                      | Ajax              | Anderlecht        | Zürich          |
| Arsenal                        | AEK               |                   |                 |
| Segunda fase de classificação  |                   |                   |                 |
| Steaua Bucureşti               | Slavia Praga      | Rosenborg         | Zagłębie Lubin  |
| Rangers                        | Beşiktaş          | Red Bull Salzburg | Copenhagen      |
| Genk                           | Levski Sofia      | Red Star Belgrade | Debrecen        |
| Shakhtar Donetsk               | Beitar Jerusalem  |                   |                 |
| Primeira fase de classificação |                   |                   |                 |
| Dinamo Zagreb                  | Ventspils         | Derry City        | Khazar Lankaran |
| Elfsborg                       | Sheriff Tiraspol  | KF Tirana         | F91 Dudelange   |
| Žilina                         | Olimpi Rustavi    | Pyunik            | Astana-1964     |
| APOEL                          | FBK Kaunas        | FC Levadia        | HB              |
| Domžale                        | Pobeda            | Marsaxlokk        | Rànger's        |
| Sarajevo                       | FH                | The New Saints    | Murata          |
| Tampere United                 | BATE              | Linfield          | Zeta            |

C: O campeão da Liga dos Campeões da UEFA de 2006-07 passou diretamente para a fase de grupos.

## Calendário
O calendário a seguir mostra as datas das rodadas e dos sorteios.
| Data                            | Evento                                                  |
| ------------------------------- | ------------------------------------------------------- |
| 29 de junho de 2007             | Sorteio da primeira e da segunda fases classificatórias |
| 17-18 de julho de 2007          | Primeira fase classificatória, jogos de ida             |
| 24-25 de julho de 2007          | Primeira fase classificatória, jogos de volta           |
| 31 de julho-1 de agosto de 2007 | Segunda fase classificatória, jogos de ida              |
| 3 de agosto de 2007             | Sorteio da terceira fase classificatória                |
| 7-8 de agosto de 2007           | Segunda fase classificatória, jogos de volta            |
| 14-15 de agosto de 2007         | Terceira fase classificatória, jogos de ida             |
| 28-29 de agosto de 2007         | Terceira fase classificatória, jogos de volta           |
| 30 de agosto 2007               | Sorteio da fase de grupos                               |
| 18-19 de setembro de 2007       | Fase de grupos, 1ª rodada                               |
| 2-3 de outubro de 2007          | Fase de grupos, 2ª rodada                               |
| 23-24 de outubro de 2007        | Fase de grupos, 3ª rodada                               |
| 6-7 de novembro de 2007         | Fase de grupos, 4ª rodada                               |
| 27-28 de novembro de 2007       | Fase de grupos, 5ª rodada                               |
| 11-12 de dezembro de 2007       | Fase de grupos, 6ª rodada ¹                             |
| 21 de dezembro 2007             | Sorteio das oitavas-de-final                            |
| 19-20 de fevereiro de 2008      | Oitavas-de-final, jogos de ida                          |
| 4-11 de março de 2008           | Oitavas-de-final, jogos de volta²                       |
| 14 de março 2008                | Sorteio das fases restantes                             |
| 1-2 de abril de 2008            | Quartas-de-final, jogos de ida                          |
| 8-9 de abril de 2008            | Quartas-de-final, jogos de volta                        |
| 22-23 de abril de 2008          | Semifinais, jogos de ida                                |
| 29-30 de abril de 2008          | Semifinais, jogos de volta                              |
| 21 de maio de 2008              | Final em Moscou, Rússia                                 |

¹ O Grupo D disputou sua sexta rodada em 4 de dezembro devido à ida do Milan a Copa do Mundo de Clubes da FIFA entre 13 e 16 de dezembro.
² Como Milan e Internazionale jogam suas partidas como mandante no Estádio San Siro, e ambos deveriam disputar o jogo de ida das oitavas-de-final em casa, a partida Internazionale x Liverpool foi adiada para 11 de março.

## Fases de classificação

### Primeira fase de classificação
O sorteio aconteceu dia 29 de junho de 2007 em Nyon, Suíça. Foi conduzido pelo Secretário Geral da UEFA David Taylor e pelo chefe de competições de clubes da UEFA Michele Centenaro. Os jogos de ida foram marcados para 17 e 18 de julho, enquanto os jogos de volta foram agendados para 24 e 25 de julho
Equipe anfitriã na primeira mão aparece sempre à esquerda.
| Equipe 1          | Total    | Equipe 2        | 1.º jogo | 2.º jogo  |
| ----------------- | -------- | --------------- | -------- | --------- |
| Khazar Lankaran   | 2–4      | Dínamo Zagreb   | 1–1      | 1–3 (pro) |
| APOEL             | 2–3      | BATE            | 2–0      | 0–3 (pro) |
| Sheriff Tiraspol  | 5–0      | Rànger's        | 2–0      | 3–0       |
| FH                | 4–1      | HB              | 4–1      | 0–0       |
| The New Saints    | 4–4 (gf) | Ventspils       | 3–2      | 1–2       |
| Pobeda            | 0–1      | Levadia Tallinn | 0–1      | 0–0       |
| FC Olimpi Rustavi | 0–3      | Astana-1964     | 0–0      | 0–3       |
| Zeta              | 5–4      | Kaunas          | 3–1      | 2–3       |
| Murata            | 1–4      | Tampere United  | 1–2      | 0–2       |
| F91 Dudelange     | 5–7      | Žilina          | 1–2      | 4–5       |
| Linfield          | 0–1      | Elfsborg        | 0–0      | 0–1       |
| Derry City3 4     | 0–2      | Pyunik          | 0–0      | 0–2       |
| Marsaxlokk        | 1–9      | Sarajevo        | 0–6      | 1–3       |
| NK Domžale        | 3–1      | Tirana          | 1–0      | 2–1       |

- 3- Derry City é um clube localizado na Irlanda do Norte, mas que compete pela Irlanda.
- 4- O campeão Shelbourne FC não participa na Liga dos Campeões 2007/08 devido a problemas financeiros. Derry City, como 2º classificado, tomou o seu lugar.

Link: Central de jogos e estatísticas das partidas da 1ª fase classificatória.

### Segunda fase de classificação
O sorteio aconteceu dia 29 de junho de 2007 em Nyon, Suíça. Foi conduzido pelo Secretário Geral da UEFA David Taylor e pelo chefe de competições de clubes da UEFA Michele Centenaro. Os jogos de ida foram marcados para 31 de julho e 1 de agosto, enquanto os jogos de volta foram agendados para 7 de agosto e 8 de agosto.
Equipe anfitriã na primeira mão aparece sempre à esquerda.
| Equipe 1         | Total       | Equipe 2          | 1.º jogo | 2.º jogo  |
| ---------------- | ----------- | ----------------- | -------- | --------- |
| Pyunik           | 1–4         | Shakhtar Donetsk  | 0–2      | 1–2       |
| Estrela Vermelha | 2–2 (gf)    | Levadia Tallinn   | 1–0      | 1–2       |
| Glasgow Rangers  | 3–0         | FK Zeta           | 2–0      | 1–0       |
| Debrecen         | 0–1         | IF Elfsborg       | 0–1      | 0–0       |
| Zagłębie Lubin   | 1–3         | Steaua Bucareste  | 0–1      | 1–2       |
| KRC Genk         | 2–2 (gf)    | FK Sarajevo       | 1–2      | 1–0       |
| FK Ventspils     | 0–7         | Red Bull Salzburg | 0–3      | 0–4       |
| Astana-1964      | 2–10        | Rosenborg         | 1–3      | 1–7       |
| FH               | 2–4         | FC BATE           | 1–3      | 1–1       |
| Copenhaga        | 2–1         | Beitar Jerusalém  | 1–0      | 1–1 (pro) |
| MŠK Žilina       | 0–0 (3–4 p) | Slavia Praga      | 0–0      | 0–0 (pro) |
| Tampere United   | 2–0         | Levski Sofia      | 1–0      | 1–0       |
| NK Domžale       | 2–5         | Dínamo Zagreb     | 1–2      | 1–3       |
| Beşiktaş         | 4–0         | Sheriff Tiraspol  | 1–0      | 3–0       |

Link: Central de jogos e estatísticas das partidas da 2ª fase classificatória.

### Terceira fase de classificação
O sorteio foi realizado em 3 de agosto de 2007 em Nyon, Suíça. Foi conduzido pelo Secretário Geral da UEFA David Taylor e por Giorgio Marchetti, diretor de futebol profissional da UEFA. Os jogos de ida foram marcados para 14 e 15 de agosto, enquanto as partidas de volta foram agendadas para 28 e 29 de agosto. Os vencedores desta fase estariam classificados para a fase de grupos, enquanto os perdedores entrariam na primeira fase da Copa da UEFA. Devido à morte do jogador Antonio Puerta, o segundo jogo do Sevilla contra o AEK Atenas foi adiado para 3 de setembro.
Equipe anfitriã na primeira mão aparece sempre à esquerda.
| Equipe 1          | Total       | Equipe 2         | 1.º jogo | 2.º jogo |
| ----------------- | ----------- | ---------------- | -------- | -------- |
| FC BATE           | 2–4         | Steaua Bucareste | 2–2      | 0–2      |
| Tampere United    | 0–5         | Rosenborg        | 0–3      | 0–2      |
| Spartak Moscovo   | 2–2 (3–4 p) | Celtic           | 1–1      | 1–1      |
| Werder Bremen     | 5–3         | Dínamo Zagreb    | 2–1      | 3–2      |
| Red Bull Salzburg | 2–3         | Shakhtar Donetsk | 1–0      | 1–3      |
| Ajax              | 1–3         | Slavia Praga     | 0–1      | 1–2      |
| Valencia          | 5–1         | IF Elfsborg      | 3–0      | 2–1      |
| FK Sarajevo       | 0–4         | Dínamo Kiev      | 0–1      | 0–3      |
| Fenerbahçe        | 3–0         | Anderlecht       | 1–0      | 2–0      |
| Glasgow Rangers   | 1–0         | Estrela Vermelha | 1–0      | 0–0      |
| Toulouse          | 0–5         | Liverpool        | 0–1      | 0–4      |
| Benfica           | 3–1         | Copenhaga        | 2–1      | 1–0      |
| Lazio             | 4–2         | Dínamo Bucareste | 1–1      | 3–1      |
| Sparta Praga      | 0–5         | Arsenal          | 0–2      | 0–3      |
| Zurique           | 1–3         | Beşiktaş         | 1–1      | 0–2      |
| Sevilla           | 6–1         | AEK Atenas       | 2–0      | 4–1      |

Link: Central de jogos e estatísticas das partidas da 2ª fase classificatória.

## Fase de grupos
O sorteio foi realizado em 30 de agosto de 2007 no Grimaldi Forum, em Mônaco. Foi apresentado por Pedro Pinto e conduzido por David Taylor e Michele Centenaro. As partidas foram disputadas entre 18 de setembro e 12 de dezembro.
Sorteio Online[ligação inativa]
Os clubes marcados com * se classificaram pelas fases de classificação.
| Pote 1                |                       |                 |
| Manchester United     | Campeão Nacional      | Inglaterra      |
| Chelsea               | Vice-Campeão Nacional | Inglaterra      |
| Liverpool*            | Terceiro colocado     | Inglaterra      |
| Arsenal*              | Quarto colocado       | Inglaterra      |
| Milan                 | Campeão Europeu       | Itália          |
| Internazionale Milano | Campeão Nacional      | Itália          |
| Real Madrid           | Campeão Nacional      | Espanha         |
| Barcelona             | Vice-Campeão Nacional | Espanha         |
| Pote 2                |                       |                 |
| Porto                 | Campeão Nacional      | Portugal        |
| Benfica*              | Terceiro colocado     | Portugal        |
| Roma                  | Vice-Campeão Nacional | Itália          |
| Valencia*             | Quarto colocado       | Espanha         |
| Lyon                  | Campeão Nacional      | França          |
| Werder Bremen*        | Terceiro colocado     | Alemanha        |
| PSV Eindhoven         | Campeão Nacional      | Holanda         |
| Sevilla               | Terceiro Colocado     | Espanha         |
| Pote 3                |                       |                 |
| Stuttgart             | Campeão Nacional      | Alemanha        |
| Schalke 04            | Vice-Campeão Nacional | Alemanha        |
| Lazio*                | Terceiro colocado     | Itália          |
| Olympique de Marselha | Vice-Campeão Nacional | França          |
| Sporting              | Vice-Campeão Nacional | Portugal        |
| CSKA Moscovo          | Campeão Nacional      | Rússia          |
| Celtic*               | Campeão Nacional      | Escócia         |
| Steaua Bucareste*     | Campeão Nacional      | Romênia         |
| Pote 4                |                       |                 |
| Fenerbahçe*           | Campeão Nacional      | Turquia         |
| Besiktas*             | Vice-Campeão Nacional | Turquia         |
| Shakhtar Donetsk*     | Campeão Nacional      | Ucrânia         |
| Dínamo de Kiev*       | Vice-Campeão Nacional | Ucrânia         |
| Olympiacos            | Campeão Nacional      | Grécia          |
| Glasgow Rangers*      | Vice-Campeão Nacional | Escócia         |
| Slavia Praga*         | Vice-Campeão Nacional | República Checa |
| Rosenborg*            | Campeão Nacional      | Noruega         |

¹ Por razões de óbitos de um jogador do Sevilla, o jogo com o AEK foi adiado e ocorreu depois do sorteio.

### Critérios de desempate
Baseado no parágrafo 6.05 do Regulamento daUEFA, se dois ou mais times estiverem com o mesmo número de pontos na fase de grupos, os critérios de desempate serão aplicados na seguinte ordem:
1. maior número de pontos obtidos nas partidas do grupo entre as equipes em questão;
2. saldo de gols nas partidas envolvendo as equipes em questão;
3. maior número de gols marcados fora de casa nas partidas do grupo entre as equipes em questão;
4. salgo de gols de todas as partidas do grupo;
5. maior número de gols marcados em todas as partidas do grupo;
6. maior coeficiente de pontos acumulado pelos clubes em questão, assim como suas federações, nas cinco temporadas anteriores.

| Cor da tabela                                    |
| Classificados às oitavas de final                |
| Classificado aos 16avos-de-final da Copa da UEFA |
| Eliminado de todas as competições.               |

### Grupo A
| Pos. | Equipe                 | Pts | J | V | E | D | GP | GC | SG  |
| ---- | ---------------------- | --- | - | - | - | - | -- | -- | --- |
| 1    | Porto                  | 11  | 6 | 3 | 2 | 1 | 8  | 7  | +1  |
| 2    | Liverpool              | 10  | 6 | 3 | 1 | 2 | 18 | 5  | +13 |
| 3    | Olympique de Marseille | 7   | 6 | 2 | 1 | 3 | 6  | 9  | −3  |
| 4    | Beşiktaş               | 6   | 6 | 2 | 0 | 4 | 4  | 15 | −11 |

|                        | BES | LIV | OMA | POR |
| ---------------------- | --- | --- | --- | --- |
| Beşiktaş               | –   | 2–1 | 2–1 | 0–1 |
| Liverpool              | 8–0 | –   | 0–1 | 4–1 |
| Olympique de Marseille | 2–0 | 0–4 | –   | 1–1 |
| Porto                  | 2–0 | 1–1 | 2–1 | –   |

### Grupo B
| Pos. | Equipe     | Pts | J | V | E | D | GP | GC | SG |
| ---- | ---------- | --- | - | - | - | - | -- | -- | -- |
| 1    | Chelsea    | 12  | 6 | 3 | 3 | 0 | 9  | 2  | +7 |
| 2    | Schalke 04 | 8   | 6 | 2 | 2 | 2 | 5  | 4  | +1 |
| 3    | Rosenborg  | 7   | 6 | 2 | 1 | 3 | 6  | 10 | −4 |
| 4    | Valencia   | 5   | 6 | 1 | 2 | 3 | 2  | 6  | −4 |

|            | CHE | ROS | SCH | VAL |
| ---------- | --- | --- | --- | --- |
| Chelsea    | –   | 1–1 | 2–0 | 0–0 |
| Rosenborg  | 0–4 | –   | 0–2 | 2–0 |
| Schalke 04 | 0–0 | 3–1 | –   | 0–1 |
| Valencia   | 1–2 | 0–2 | 0–0 | –   |

### Grupo C
| Pos. | Equipe        | Pts | J | V | E | D | GP | GC | SG |
| ---- | ------------- | --- | - | - | - | - | -- | -- | -- |
| 1    | Real Madrid   | 11  | 6 | 3 | 2 | 1 | 13 | 9  | +4 |
| 2    | Olympiacos    | 11  | 6 | 3 | 2 | 1 | 11 | 7  | +4 |
| 3    | Werder Bremen | 6   | 6 | 2 | 0 | 4 | 8  | 13 | –5 |
| 4    | Lazio         | 5   | 6 | 1 | 2 | 3 | 8  | 11 | –3 |

|               | LAZ | OLY | RMA | WER |
| ------------- | --- | --- | --- | --- |
| Lazio         | –   | 1–2 | 2–2 | 2–1 |
| Olympiacos    | 1–1 | –   | 0–0 | 3–0 |
| Real Madrid   | 3–1 | 4–2 | –   | 2–1 |
| Werder Bremen | 2–1 | 1–3 | 3–2 | –   |

### Grupo D
| Pos. | Equipe           | Pts | J | V | E | D | GP | GC | SG |
| ---- | ---------------- | --- | - | - | - | - | -- | -- | -- |
| 1    | Milan            | 13  | 6 | 4 | 1 | 1 | 12 | 5  | +7 |
| 2    | Celtic           | 9   | 6 | 3 | 0 | 3 | 5  | 6  | –1 |
| 3    | Benfica          | 7   | 6 | 2 | 1 | 3 | 5  | 6  | –1 |
| 4    | Shakhtar Donetsk | 6   | 6 | 2 | 0 | 4 | 6  | 11 | –5 |

|                  | BEN | CEL | MIL | SHA |
| ---------------- | --- | --- | --- | --- |
| Benfica          | –   | 1–0 | 1–1 | 0–1 |
| Celtic           | 1–0 | –   | 2–1 | 2–1 |
| Milan            | 2–1 | 1–0 | –   | 4–1 |
| Shakhtar Donetsk | 1–2 | 2–0 | 0–3 | –   |

### Grupo E
| Pos. | Equipe    | Pts | J | V | E | D | GP | GC | SG |
| ---- | --------- | --- | - | - | - | - | -- | -- | -- |
| 1    | Barcelona | 14  | 6 | 4 | 2 | 0 | 12 | 3  | +9 |
| 2    | Lyon      | 10  | 6 | 3 | 1 | 2 | 11 | 10 | +1 |
| 3    | Rangers   | 7   | 6 | 2 | 1 | 3 | 7  | 9  | –2 |
| 4    | Stuttgart | 3   | 6 | 1 | 0 | 5 | 6  | 15 | –9 |

|           | BAR | LYO | RAN | STU |
| --------- | --- | --- | --- | --- |
| Barcelona | –   | 3–0 | 2–0 | 3–1 |
| Lyon      | 2–2 | –   | 0–3 | 4–2 |
| Rangers   | 0–0 | 0–3 | –   | 2–1 |
| Stuttgart | 0–2 | 0–2 | 3–2 | –   |

### Grupo F
| Pos. | Equipe            | Pts | J | V | E | D | GP | GC | SG  |
| ---- | ----------------- | --- | - | - | - | - | -- | -- | --- |
| 1    | Manchester United | 16  | 6 | 5 | 1 | 0 | 13 | 4  | +9  |
| 2    | Roma              | 11  | 6 | 3 | 2 | 1 | 11 | 6  | +5  |
| 3    | Sporting          | 7   | 6 | 2 | 1 | 3 | 9  | 8  | +1  |
| 4    | Dínamo de Kiev    | 0   | 6 | 0 | 0 | 6 | 4  | 19 | –15 |

|                   | DYN | MTU | ROM | SCP |
| ----------------- | --- | --- | --- | --- |
| Dínamo de Kiev    | –   | 2–4 | 1–4 | 1–2 |
| Manchester United | 4–0 | –   | 1–0 | 2–1 |
| Roma              | 2–0 | 1–1 | –   | 2–1 |
| Sporting          | 3–0 | 0–1 | 2–2 | –   |

### Grupo G
| Pos. | Equipe         | Pts | J | V | E | D | GP | GC | SG |
| ---- | -------------- | --- | - | - | - | - | -- | -- | -- |
| 1    | Internazionale | 15  | 6 | 5 | 0 | 1 | 12 | 4  | +8 |
| 2    | Fenerbahçe     | 11  | 6 | 3 | 2 | 1 | 8  | 6  | +2 |
| 3    | PSV Eindhoven  | 7   | 6 | 2 | 1 | 3 | 3  | 6  | –3 |
| 4    | CSKA Moscou    | 1   | 6 | 0 | 1 | 5 | 7  | 14 | –7 |

|                | CSK | FEN | INT | PSV |
| -------------- | --- | --- | --- | --- |
| CSKA Moscou    | –   | 2–2 | 1–2 | 0–1 |
| Fenerbahçe     | 3–1 | –   | 1–0 | 2–0 |
| Internazionale | 4–2 | 3–0 | –   | 2–0 |
| PSV Eindhoven  | 2–1 | 0–0 | 0–1 | –   |

### Grupo H
| Pos. | Equipe           | Pts | J | V | E | D | GP | GC | SG  |
| ---- | ---------------- | --- | - | - | - | - | -- | -- | --- |
| 1    | Sevilla          | 15  | 6 | 5 | 0 | 1 | 14 | 7  | +7  |
| 2    | Arsenal          | 13  | 6 | 4 | 1 | 1 | 14 | 4  | +10 |
| 3    | Slavia Praha     | 5   | 6 | 1 | 2 | 3 | 5  | 16 | –11 |
| 4    | Steaua Bucareste | 1   | 6 | 0 | 1 | 5 | 4  | 10 | –6  |

|                  | ARS | SEV | SLV | STE |
| ---------------- | --- | --- | --- | --- |
| Arsenal          | –   | 3–0 | 7–0 | 2–1 |
| Sevilla          | 3–1 | –   | 4–2 | 2–1 |
| Slavia Praha     | 0–0 | 0–3 | –   | 2–1 |
| Steaua Bucareste | 0–1 | 0–2 | 1–1 | –   |

## Fase final
Das oitavas-de-final até as semifinais, os clubes disputaram a vaga em duas partidas, uma no estádio de cada time, com as mesmas regras aplicadas à fase de grupos. Nas oitavas-de-final, times vencedores dos grupos jogaram contra segundos colocados de outros países e de outros grupos.
O sorteio para as oitavas-de-final ocorreu em 21 de dezembro em Nyon, Suíça. Para as quartas-de-final, o sorteio foi realizado na mesma cidade, em 14 de março de 2008.

### Classificados
| Grupo | Líderes de grupo  | Vice-líderes de grupo |
| ----- | ----------------- | --------------------- |
| A     | Porto             | Liverpool             |
| B     | Chelsea           | Schalke 04            |
| C     | Real Madrid       | Olympiacos            |
| D     | Milan             | Celtic                |
| E     | Barcelona         | Lyon                  |
| F     | Manchester United | Roma                  |
| G     | Internazionale    | Fenerbahçe            |
| H     | Sevilla           | Arsenal               |

### Esquema
|  | Oitavas de final             | Oitavas de final             | Oitavas de final             | Oitavas de final             |   |            | Quartas de final        | Quartas de final        | Quartas de final        | Quartas de final        |  |           | Semifinais                | Semifinais                | Semifinais                | Semifinais                |                         |       | Final      | Final      |
|  | 19 de fevereiro a 5 de março | 19 de fevereiro a 5 de março | 19 de fevereiro a 5 de março | 19 de fevereiro a 5 de março |   |            | 1 de abril a 9 de abril | 1 de abril a 9 de abril | 1 de abril a 9 de abril | 1 de abril a 9 de abril |  |           | 22 de abril a 30 de abril | 22 de abril a 30 de abril | 22 de abril a 30 de abril | 22 de abril a 30 de abril |                         |       | 21 de maio | 21 de maio |
|  |                              |                              |                              |                              |   |            |                         |                         |                         |                         |  |           |                           |                           |                           |                           |                         |       |            |            |
|  | Schalke 04 (pen)             | 1                            | 0                            | 1 (4)                        |   |            |                         |                         |                         |                         |  |           |                           |                           |                           |                           |                         |       |            |            |
|  | Porto                        | 0                            | 1                            | 1 (1)                        |   |            |                         |                         |                         |                         |  |           |                           |                           |                           |                           |                         |       |            |            |
|  | Porto                        | 0                            | 1                            | 1 (1)                        |   | Schalke 04 | 0                       | 0                       | 0                       |                         |  |           |                           |                           |                           |                           |                         |       |            |            |
|  |                              |                              |                              |                              |   | Schalke 04 | 0                       | 0                       | 0                       |                         |  |           |                           |                           |                           |                           |                         |       |            |            |
|  |                              | Barcelona                    | 1                            | 1                            | 2 |            |                         |                         |                         |                         |  |           |                           |                           |                           |                           |                         |       |            |            |
|  | Celtic                       | Barcelona                    | 1                            | 1                            | 2 | 2          | 0                       | 2                       |                         |                         |  |           |                           |                           |                           |                           |                         |       |            |            |
|  | Celtic                       |                              |                              |                              |   | 2          | 0                       | 2                       |                         |                         |  |           |                           |                           |                           |                           |                         |       |            |            |
|  | Barcelona                    | 3                            | 1                            | 4                            |   |            |                         |                         |                         |                         |  |           |                           |                           |                           |                           |                         |       |            |            |
|  | Barcelona                    | 3                            | 1                            | 4                            |   |            |                         |                         |                         |                         |  | Barcelona | 0                         | 0                         | 0                         |                           |                         |       |            |            |
|  |                              |                              |                              |                              |   |            |                         |                         |                         |                         |  | Barcelona | 0                         | 0                         | 0                         |                           |                         |       |            |            |
|  |                              | Manchester United            | 0                            | 1                            | 1 |            |                         |                         |                         |                         |  |           |                           |                           |                           |                           |                         |       |            |            |
|  | Roma                         | Manchester United            | 0                            | 1                            | 1 | 2          | 2                       | 4                       |                         |                         |  |           |                           |                           |                           |                           |                         |       |            |            |
|  | Roma                         |                              |                              |                              |   | 2          | 2                       | 4                       |                         |                         |  |           |                           |                           |                           |                           |                         |       |            |            |
|  | Real Madrid                  | 1                            | 1                            | 2                            |   |            |                         |                         |                         |                         |  |           |                           |                           |                           |                           |                         |       |            |            |
|  | Real Madrid                  | 1                            | 1                            | 2                            |   | Roma       | 0                       | 0                       | 0                       |                         |  |           |                           |                           |                           |                           |                         |       |            |            |
|  |                              |                              |                              |                              |   | Roma       | 0                       | 0                       | 0                       |                         |  |           |                           |                           |                           |                           |                         |       |            |            |
|  |                              | Manchester United            | 2                            | 1                            | 3 |            |                         |                         |                         |                         |  |           |                           |                           |                           |                           |                         |       |            |            |
|  | Lyon                         | Manchester United            | 2                            | 1                            | 3 | 1          | 0                       | 1                       |                         |                         |  |           |                           |                           |                           |                           |                         |       |            |            |
|  | Lyon                         |                              |                              |                              |   | 1          | 0                       | 1                       |                         |                         |  |           |                           |                           |                           |                           |                         |       |            |            |
|  | Manchester United            | 1                            | 1                            | 2                            |   |            |                         |                         |                         |                         |  |           |                           |                           |                           |                           |                         |       |            |            |
|  | Manchester United            | 1                            | 1                            | 2                            |   |            |                         |                         |                         |                         |  |           |                           |                           |                           |                           | Manchester United (pen) | 1 (6) |            |            |
|  |                              |                              |                              |                              |   |            |                         |                         |                         |                         |  |           |                           |                           |                           |                           |                         | 1 (6) |            |            |
|  |                              | Chelsea                      | 1 (5)                        |                              |   |            |                         |                         |                         |                         |  |           |                           |                           |                           |                           |                         |       |            |            |
|  | Arsenal                      | Chelsea                      | 1 (5)                        | 0                            | 2 | 2          |                         |                         |                         |                         |  |           |                           |                           |                           |                           |                         |       |            |            |
|  | Arsenal                      |                              |                              | 0                            | 2 | 2          |                         |                         |                         |                         |  |           |                           |                           |                           |                           |                         |       |            |            |
|  | Milan                        | 0                            | 0                            | 0                            |   |            |                         |                         |                         |                         |  |           |                           |                           |                           |                           |                         |       |            |            |
|  | Milan                        | 0                            | 0                            | 0                            |   | Arsenal    | 1                       | 2                       | 3                       |                         |  |           |                           |                           |                           |                           |                         |       |            |            |
|  |                              |                              |                              |                              |   | Arsenal    | 1                       | 2                       | 3                       |                         |  |           |                           |                           |                           |                           |                         |       |            |            |
|  |                              | Liverpool                    | 1                            | 4                            | 5 |            |                         |                         |                         |                         |  |           |                           |                           |                           |                           |                         |       |            |            |
|  | Liverpool                    | Liverpool                    | 1                            | 4                            | 5 | 2          | 1                       | 3                       |                         |                         |  |           |                           |                           |                           |                           |                         |       |            |            |
|  | Liverpool                    |                              |                              |                              |   | 2          | 1                       | 3                       |                         |                         |  |           |                           |                           |                           |                           |                         |       |            |            |
|  | Internazionale               | 0                            | 0                            | 0                            |   |            |                         |                         |                         |                         |  |           |                           |                           |                           |                           |                         |       |            |            |
|  | Internazionale               | 0                            | 0                            | 0                            |   |            |                         |                         |                         |                         |  | Liverpool | 1                         | 2                         | 3                         |                           |                         |       |            |            |
|  |                              |                              |                              |                              |   |            |                         |                         |                         |                         |  | Liverpool | 1                         | 2                         | 3                         |                           |                         |       |            |            |
|  |                              | Chelsea                      | 1                            | 3                            | 4 |            |                         |                         |                         |                         |  |           |                           |                           |                           |                           |                         |       |            |            |
|  | Fenerbahçe (pen)             | Chelsea                      | 1                            | 3                            | 4 | 3          | 2                       | 5 (3)                   |                         |                         |  |           |                           |                           |                           |                           |                         |       |            |            |
|  | Fenerbahçe (pen)             |                              |                              |                              |   | 3          | 2                       | 5 (3)                   |                         |                         |  |           |                           |                           |                           |                           |                         |       |            |            |
|  | Sevilla                      | 2                            | 3                            | 5 (2)                        |   |            |                         |                         |                         |                         |  |           |                           |                           |                           |                           |                         |       |            |            |
|  | Sevilla                      | 2                            | 3                            | 5 (2)                        |   | Fenerbahçe | 2                       | 0                       | 2                       |                         |  |           |                           |                           |                           |                           |                         |       |            |            |
|  |                              |                              |                              |                              |   | Fenerbahçe | 2                       | 0                       | 2                       |                         |  |           |                           |                           |                           |                           |                         |       |            |            |
|  |                              | Chelsea                      | 1                            | 2                            | 3 |            |                         |                         |                         |                         |  |           |                           |                           |                           |                           |                         |       |            |            |
|  | Olympiacos                   | Chelsea                      | 1                            | 2                            | 3 | 0          | 0                       | 0                       |                         |                         |  |           |                           |                           |                           |                           |                         |       |            |            |
|  | Olympiacos                   |                              |                              |                              |   | 0          | 0                       | 0                       |                         |                         |  |           |                           |                           |                           |                           |                         |       |            |            |
|  | Chelsea                      | 0                            | 3                            | 3                            |   |            |                         |                         |                         |                         |  |           |                           |                           |                           |                           |                         |       |            |            |

### Oitavas-de-final
| Equipe 1   | Total       | Equipe 2          | 1.º jogo | 2.º jogo  |
| ---------- | ----------- | ----------------- | -------- | --------- |
| Celtic     | 2–4         | Barcelona         | 2–3      | 0–1       |
| Lyon       | 1–2         | Manchester United | 1–1      | 0–1       |
| Schalke 04 | 1–1 (4–1 p) | Porto             | 1–0      | 0–1 (pro) |
| Liverpool  | 3–0         | Internazionale    | 2–0      | 1–0       |
| Roma       | 4–2         | Real Madrid       | 2–1      | 2–1       |
| Arsenal    | 2–0         | Milan             | 0–0      | 2–0       |
| Olympiacos | 0–3         | Chelsea           | 0–0      | 0–3       |
| Fenerbahçe | 5–5 (3–2 p) | Sevilla           | 3–2      | 2–3 (pro) |

### Quartas-de-final
| Equipe 1   | Total | Equipe 2          | 1.º jogo | 2.º jogo |
| ---------- | ----- | ----------------- | -------- | -------- |
| Arsenal    | 3–5   | Liverpool         | 1–1      | 2–4      |
| Roma       | 0–3   | Manchester United | 0–2      | 0–1      |
| Schalke 04 | 0–2   | Barcelona         | 0–1      | 0–1      |
| Fenerbahçe | 2–3   | Chelsea           | 2–1      | 0–2      |

### Semi-finais
As partidas de ida foram disputadas em 22 e 23 de abril, e as partidas de volta foram disputadas em 29 e 30 de abril de 2008.
| Equipe 1  | Total | Equipe 2          | 1.º jogo | 2.º jogo  |
| --------- | ----- | ----------------- | -------- | --------- |
| Liverpool | 3–4   | Chelsea           | 1–1      | 2–3 (pro) |
| Barcelona | 0–1   | Manchester United | 0–0      | 0–1       |

### Final
| 21 de maio de 2008 | Manchester United     | 1 – 1     | Chelsea     | Estádio Lujniki, Moscou                   |
| 20:45 (UTC+2)      | Cristiano Ronaldo 26' | Relatório | Lampard 45' | Público: 67 310 Árbitro: SVK Lubos Michel |

|                                                                |       | Penalidades                                         |  |
| Tévez Carrick Cristiano Ronaldo Hargreaves Nani Anderson Giggs | 6 – 5 | Ballack Belletti Lampard A. Cole Terry Kalou Anelka |  |

## Premiação
| Liga dos Campeões da UEFA de 2007-08  |
| Inglaterra                            |
| ------------------------------------- |
| Manchester United Campeão (3º título) |

## Artilheiros
Os artilheiros da competição foram:
| Pos. | Jogador            | Equipe            | Gols | Tempo jogando |
| ---- | ------------------ | ----------------- | ---- | ------------- |
| 1    | Cristiano Ronaldo  | Manchester United | 8    | 1062'         |
| 2    | Lionel Messi       | Barcelona         | 6    | 755'          |
| 2    | Fernando Torres    | Liverpool         | 6    | 905'          |
| 2    | Didier Drogba      | Chelsea           | 6    | 1071'         |
| 2    | Steven Gerrard     | Liverpool         | 6    | 1144'         |
| 6    | Ryan Babel         | Liverpool         | 5    | 619'          |
| 6    | Zlatan Ibrahimović | Internazionale    | 5    | 625'          |
| 6    | Frédéric Kanouté   | Sevilla           | 5    | 714'          |
| 6    | Raúl González      | Real Madrid       | 5    | 715'          |
| 6    | Deivid de Souza    | Fenerbahçe        | 5    | 844'          |
| 6    | Dirk Kuyt          | Liverpool         | 5    | 892'          |